# Лихорадка от кошачьих царапин
Лихора́дка от коша́чьих цара́пин (фелиноз, болезнь кошачьей царапины, доброкачественный лимфоретикулёз, гранулёма Молляре) — острое инфекционное заболевание. Возникает после укусов и царапин кошек. Возбудитель — бактерия Бартонелла (Bartonella henselae). Заболевание характеризуется воспалением регионарных лимфатических узлов, лихорадкой и общей интоксикацией, возможны поражения глаз, сыпь на кожном покрове, поражением нервной системы и внутренних органов.

## Исторические сведения
В середине XX века впервые было описано данное заболевание (фелиноз) двумя различными учёными — Р. Дебре и П. Молларе. В 1950 году доктор Роберт Дебре определил, что кошки являются природным резервуаром этой болезни.

## Этиология
Возбудитель заболевания — мелкие грамотрицательные бактерии Bartonella henselae и Bartonella quintana семейства Rhizobiales. Бактерии отличает выраженный полиморфизм, они способны расти на специальных питательных средах, что отличает их от риккетсий. Паразитирует у кошек, собак, грызунов, обезьян. Не выдерживает нагревания, но хорошо сохраняется при низких температурах.

## Эпидемиология

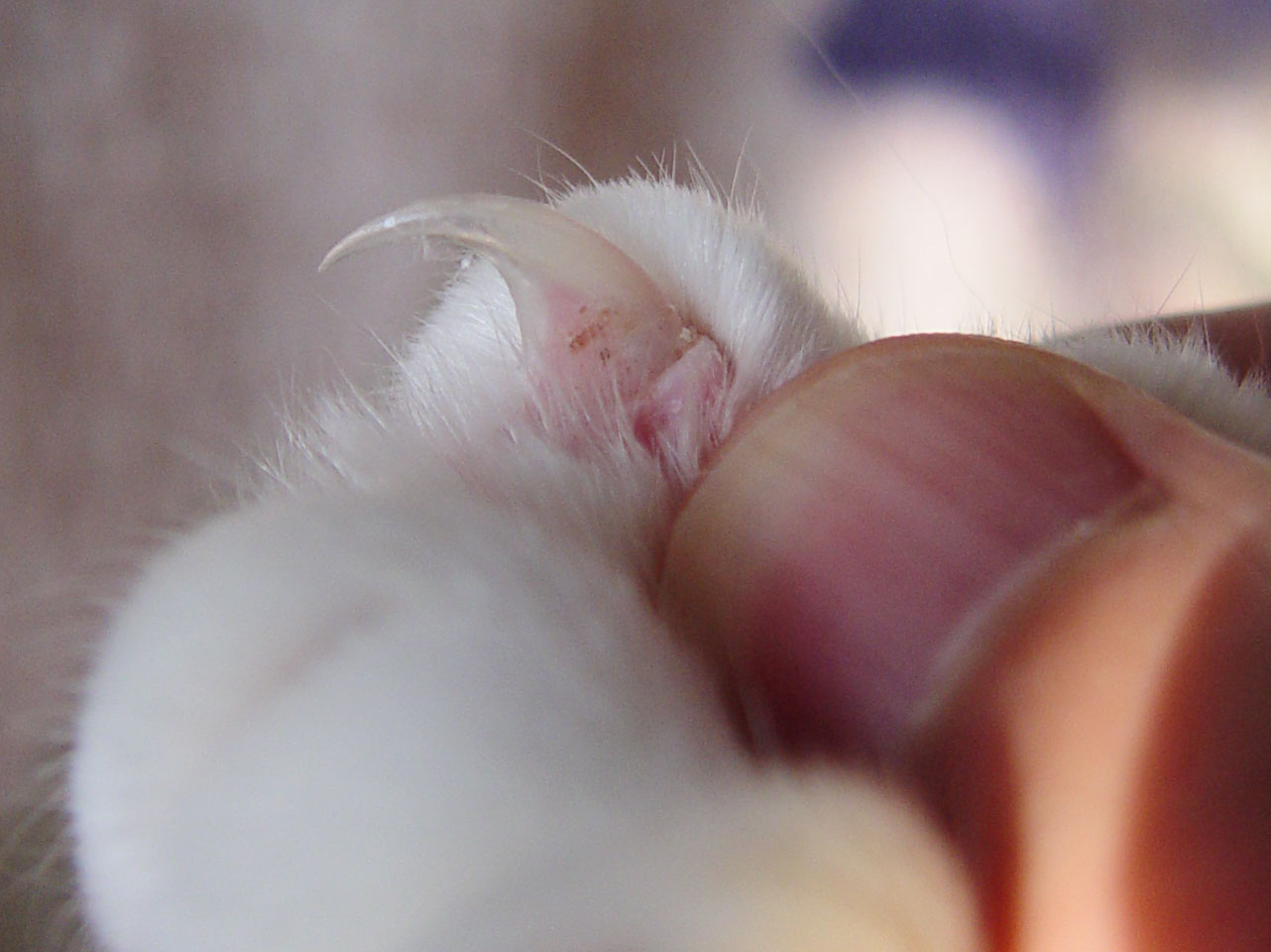
Кошачий коготь

Источником инфекции являются кошки (котята моложе 12 месяцев в 15 раз чаще передают инфекцию, чем взрослые кошки), в слюне, моче, на лапах, когтях которых содержится возбудитель. Бывают случаи, когда заболевание развивается при контакте с собаками, обезьянами, морскими свинками. Восприимчивость всеобщая, но заболевание чаще регистрируется у детей и подростков, играющих с кошками. После перенесённого заболевания развивается стойкий иммунитет.

## Патогенез и патоморфология
Возбудитель проникает в организм человека через повреждённый кожный покров и иногда слизистые оболочки (царапины, нанесённые когтями кошек, или их укусы). В половине случаев в месте его внедрения образуются папулы, впоследствии нагнаивающиеся. Из ворот инфекции бартонеллы лимфогенно диссеминируют в регионарные лимфатические узлы. Под их воздействием в лимфатических узлах образуются воспалительные инфильтраты с гиперплазией ретикулярных клеток, а в дальнейшем гранулёмы, напоминающие бруцеллёзные, а также звездообразные абсцессы с образованием свищей. Впоследствии возможно регрессирование воспалительного процесса со склерозированием лимфатических узлов. При гематогенном диссеминировании бартонеллы попадают в различные паренхиматозные органы, где формируются аналогичные гранулёмы. Токсины возбудителей и продукты распада тканей обусловливают развитие интоксикации и аллергических реакций.
Клиническая классификация:
1. Классическая форма — поражение кожи и лимфатических узлов;
2. Атипичные формы:

- поражение глаз,
- поражение нервной системы,
- поражение печени, селезёнки, сердца, реже лёгких и кишечника.

3. бациллярный ангиоматоз — тяжёлое течение (наблюдается у лиц с ослабленным иммунитетом).

## Клиническая картина
Инкубационный период. Варьируется от 3 до 10 дней, но в отдельных случаях может затягиваться до 1,5 мес.
Начальный период. На месте зажившей царапины или укуса часто возникает первичный аффект в виде красноватых папул, не причиняющих значительного беспокойства больному и часто остающихся незамеченными.
Период разгара. Позднее папулы могут нагнаиваться, изъязвляться и покрываться корочками, после отторжения которых не остаётся рубцов. Через 2—3 недели после возникновения первичного аффекта развивается регионарный лимфаденит, наиболее часто в подмышечных впадинах и на шее, реже в паховых и бедренных областях. В 80 % случаев отмечают увеличение одного лимфатического узла. Иногда лимфатические узлы приобретают значительные размеры, при пальпации они слегка болезненны, плотные. Явления периаденита не наблюдают. Проявляются симптомы интоксикации в виде повышения температуры тела, недомогания, головной боли, снижения аппетита. Длительность температурной реакции с проявлениями интоксикации варьируется от 1 до 3 недель. В ряде случаев могут возникнуть полиморфная аллергическая сыпь на коже, микрополилимфаденит, увеличиваются печень и селезёнка.
Период реконвалесценции. Характеризуется исчезновением признаков интоксикации, постепенным рассасыванием, склерозированием или нагноением лимфатических узлов с последующим их вскрытием.
Фелиноз также может протекать в виде атипичных форм. Одна из них проявляется в виде одностороннего конъюнктивита с образованием язв и узелков на конъюнктиве и увеличением околоушных и подчелюстных лимфатических узлов. В редких случаях возникает нейроретинит, обычно односторонний, проявляющийся отёком диска зрительного нерва, образованием пятен звездообразной формы и узелков на сетчатке, ангиоматозными изменениями под ней. При этом полностью сохраняется острота зрения. При наличии гранулёматозных изменений в печени развивается печёночная пурпура. Может быть причиной шизофрении.

## Диагностика

### Дифференциальная диагностика
Заболевание следует отличать от туляремии, чумы, инфекционного мононуклеоза, лимфом различной этиологии и других заболеваний, сопровождающихся лимфаденопатией. Для фелиноза характерны образование первичного аффекта с последующим развитием синдрома интоксикации и регионарного лимфаденита, чаще всего с увеличением одного лимфатического узла без явлений периаденита. Большое значение имеют данные эпидемиологического анамнеза: контакты с кошками, нанесение ими царапин, укусов или ослюнение.

### Лабораторная диагностика
У части больных в гемограмме отмечают эозинофилию и повышение СОЭ. Серологическую диагностику проводят с помощью РСК. Возможна постановка кожно-аллергических проб со специфическими аллергенами; они положительны у 90 % больных, но проявляются лишь на 3—4-й неделе от начала болезни. В последнее время применяют ИФА с антисывороткой и ПЦР. При гистологическом исследовании биоптатов лимфатических узлов можно обнаружить возбудитель.

## Лечение
Для лечения неосложнённого фелиноза применяют эритромицин по 500 мг 4 раза в сутки, доксициклин по 100 мг 2 раза в сутки или ципрофлоксацин по 500 мг 2 раза в сутки. Курс лечения составляет 10—14 дней. Альтернативные препараты — тетрациклины, азитромицин, хлорамфеникол, офлоксацин в средних терапевтических дозах. Эффективность перечисленных препаратов проявляется далеко не всегда. Назначают симптоматические средства, витамины, антигистаминные препараты. Показаны нестероидные противовоспалительные препараты (индометацин, вольтарен и др.). При размягчении лимфатического узла делают его разрез или пункцию для удаления гноя.

## Прогноз
Благоприятный. При адекватном лечении и профилактике наблюдается постепенное выздоровление и склерозирование воспалённого лимфоузла.